# ГЕС Моміна Клісура
ГЕС Моміна Клісура — гідроелектростанція в Болгарії у Південно-центральному регіоні. Входить до складу гідровузла Бельмекен-Сестрімо-Чаіра, у якому складає найнижчий ступінь.
Відпрацьована на дериваційній ГЕС Сестрімо вода відводиться по каналу до верхнього балансуючого резервуара станції Моміна Клісура. Він створений земляною дамбою із бетонним облицюванням та має об'єм 0,2 млн м3. Сюди також надходить ресурс, відібраний безпосередньо із Кривої Реки, в долині якої розташована станція Сестрімо. Із балансуючого резервуара вода через тунель подається у машинний зал станції Моміна Клісура, розташований вже у долині Мариці (притокою якої і є згадана вище Крива Река). Сам зал обладнаний двома турбінами типу Френсіс загальною потужністю 120 МВт. При цьому середньорічний виробіток становить лише 105,6 млн кВт·год, що пояснюється нестачею ресурсів водозбірного басейну, особливо в спекотну пору року.